# Новий Беськ
Новий Беськ (пол. Nowy Besk) — село в Польщі, у гміні Ґрабув Ленчицького повіту Лодзинського воєводства.
Населення — 53 особи (2011).
У 1975-1998 роках село належало до Конінського воєводства.

## Демографія
Демографічна структура станом на 31 березня 2011 року:
|          | Загалом | Допрацездатний вік | Працездатний вік | Постпрацездатний вік |
| -------- | ------- | ------------------ | ---------------- | -------------------- |
| Чоловіки | 31      | 6                  | 22               | 3                    |
| Жінки    | 22      | 1                  | 12               | 9                    |
| Разом    | 53      | 7                  | 34               | 12                   |